# Потульницький Олександр
Олександр Потульницький (нар. 17 квітня 1969) — український гравець у водне поло. Він брав участь у турнірі серед чоловіків на літніх Олімпійських іграх 1996 року.